# Oval de Cassini

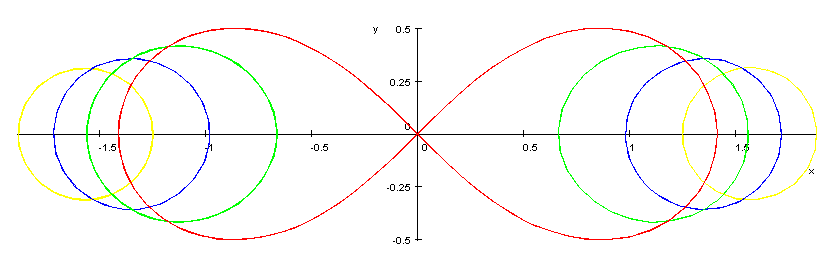
Ovals de Cassini.

En matemàtiques l'Oval de Cassini  és el lloc geomètric dels punts p del pla tals que, donats dos punts fixos Q1 i Q₂, el producte de la distància de p a Q1 per la distància de p a Q₂ és un valor constant b. Els punts Q1 i Q₂ s'anomenen focus de l'oval.
Si la distància entre Q1 i Q₂ és {\displaystyle 2a\,} llavors l'equació polar dels ovals de Cassini és:
L'equació polar dels ovals de Cassini és:
{\displaystyle r^{4}+a^{4}-2a^{2}r^{2}cos2\theta =b^{4}\,}
i l'equació cartesiana:
{\displaystyle (x^{2}+i^{2})^{2}-2a^{2}(x^{2}-i^{2})-a^{4}+b^{4}=0\,}

La forma de l'oval depèn de la proporció {\displaystyle b/a\,}.
- Quan {\displaystyle b/a>1\,}, el lloc geomètric és una única volta connectada.
- Quan {\displaystyle b/a<1\,}, el lloc comprèn dues voltes desconnectades.
- Quan {\displaystyle b/a=1\,}, la corba s'anomena Lemniscata.

Els ovals de Cassini són una família de corbes quàrtiques, també anomenades el·lipses de Cassini. Porten aquest nom per l'astrònom Giovanni Doménico Cassini, que les va estudiar com una possible alternativa per a les òrbites planetàries el·líptiques de Kepler.